# Oosternijkerk
Oosternijkerk (Fries, officieel: Easternijtsjerk, [jɛstr’nɛ.i ̯tsjɛrk], ook kortweg Nijtsjerk, [’nɛ.i ̯tsjɛrk]) is een dorp in de gemeente Noardeast-Fryslân, in de Nederlandse provincie Friesland. Oosternijkerk ligt tussen Metslawier en Nes aan de N358 en ten zuiden van het water de Paesens. In 2023 telde het dorp Oosternijkerk 930 inwoners.

## Geschiedenis
Het dorp is als een van de weinige dorpen in de regio niet ontstaan op een terp maar is een komdorp. Waarschijnlijk is de plaats ontstaan kort na de aanleg van de dijken in de 11e eeuw als een satellietnederzetting van een van de omliggende bewoonde terpen, mogelijk die van Bollingawier. In de 13e eeuw werd er een nieuwe grote kerk gebouwd in de plaats.
De oudste vermelding dateert uit 1224 met de naam Nova Ecclesia. In 1500 kwam de naam nija tzercka voor, in de 17e eeuw Nieukerk en Nijkerck en in 1786 Nieuwkerk of Ooster Nykerk. In de 18e eeuw werd ''ooster'' aan de naam toegevoegd ter onderscheiding met het dorp annex buurtschap Nijkerk bij Marrum, die vanaf dan Westernijkerk werd genoemd.
Alle belangrijke kloosters uit de buurt hadden stukken grond in het dorpsgebied van Oosternijkerk. De Cisterciënzers hadden de meeste grond in handen. De kloosters bewerkten hun grond zelf of verpachtten de grond. Vrouwe Siburgis schonk, waarschijnlijk kort na 1214 land aan het klooster Mariëngaarde bij Hallum zo ontstond er een uithof in Oosternijkerk van dat klooster. De kerk uit de 13e eeuw werd bediend door de Norbertijnen.
Oosternijkerk lag tot de gemeentelijke herindeling van 1984 in de toenmalige gemeente Oostdongeradeel, daarna tot 2019 in de gemeente Dongeradeel, waarna deze opging in de gemeente Noardeast-Fryslân.

## Kerken
De oudste kerk van het dorp is de Sint-Ceciliakerk. Deze kerk was gewijd aan Sint Cecilia. De kerktoren uit de 13e eeuw is het oudste deel van de kerk. Het is een zware toren van baksteen met een zadeldak, en nissen onder het zadeldak. Van de eigenlijke kerk is het koor het oudst. Het laatgotische schip is later gebouwd. Het koor zou een overblijfsel kunnen zijn van een eerdere kloosterkapel. In de kerk is rococomeubilair te vinden.
De andere kerk is een gereformeerde kerk De Bining en die dateert uit 1890.

## Molen

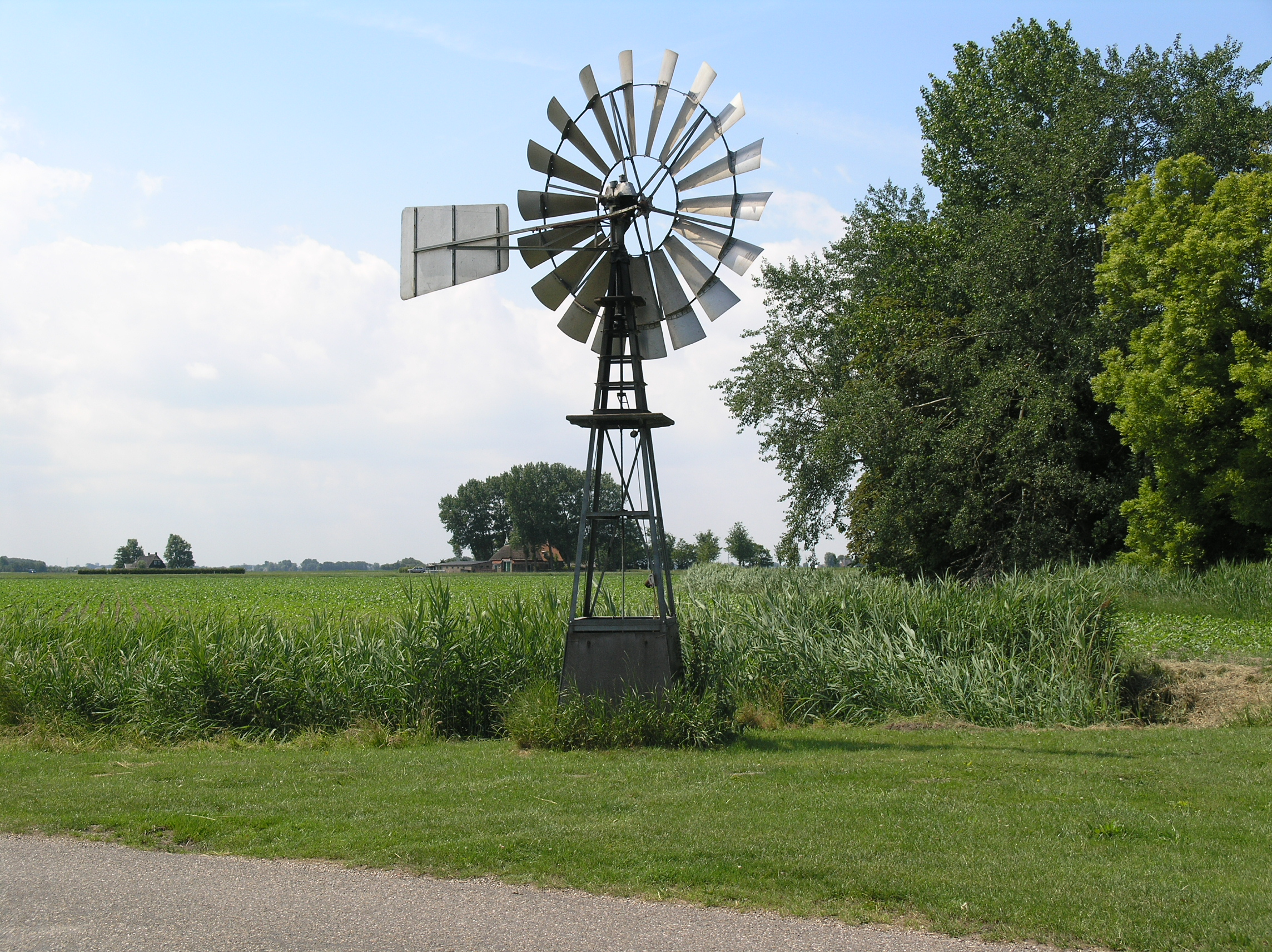
Windmotor Oosternijkerk

Aan de zuidoostelijke rand van het dorp staat een Amerikaanse windmotor. Het is de meest noordelijkst gelegen windmotor van de provincie Friesland.

## Sport
Het dorp heeft meerdere sportverenigingen. De voetbalvereniging Ropta Boys heeft de thuisbasis in Oosternijkerk. Samen met Niawier en Metslawier heeft Oosternijkerk een kaatsvereniging, KF De Trije Doarpen en een tennisvereniging Metslawier eo. Verder heeft het dorp onder meer een dartclub, Dartclub Easternijtsjerk en een biljartclub.

## Cultuur
Oosternijkerk heeft een dorpshuis, De Terp genaamd. In het dorp is een brassband, de Brassband UDI Oosternijkerk. Verder is er nog een toneelvereniging De Bûnte Flinters en het zangkoor Sjong de Heare.

## Onderwijs
Het dorp had tot en met 2018 een basisschool, Foeke Sjoerds Skoalle genaamd. Sinds het schooljaar 2018-19 is de school gefuseerd met de school in Niawier tot de Wrâldwizer. In beide dorpen bleef het bestaande schoolgebouw behouden.

## Geboren in Oosternijkerk
- Willem van der Woude (1876-1974), wiskundige
- Binne Roorda (1898-1945), (hoofd)onderwijzer, gereformeerd theoloog en verzetsstrijder
- Dirk Torensma (1899-1992), burgemeester
- Johannes Tilkema (1916-1992), burgemeester
- Freerk Postmus (1921-1944), landbouwer en verzetsstrijder

## Overleden in Oosternijkerk
- Anders Minnes Wybenga (1881-1948), dichter